# 费格赛姆
费格赛姆（法語：Fegersheim，法語發音：[fegəʁsaim] ⓘ）是法国下莱茵省的一个市镇，位于该省中部偏南，属于斯特拉斯堡区。

## 地名
由于语源问题，该地名“Fegersheim”拼读方式不符合法语正字法，其标准发音为[fegəʁsaim]，根据实际发音其应译作“费格赛姆”，《世界地名翻译大辞典》与《世界地名译名词典》将其纯按法汉译音表误译作“弗热塞姆”。

## 地理
费格赛姆（48°29'26"N, 7°40'49"E）面积6.25 平方千米，位于法国大東部大區下莱茵省，该省份为法国大陆部分最东部的省份，是阿尔萨斯的一部分，今与上莱茵省组成了阿尔萨斯欧洲集体，其南至上莱茵省，西南接孚日省和默尔特-摩泽尔省，西接摩泽尔省，北与德国接壤。
与费格赛姆接壤的市镇（或旧市镇、城区）包括：埃绍、盖斯波尔赛姆、伊克特拉特赞、伊尔基什-格拉芬什塔登、利普赛姆。
费格赛姆的时区为UTC+01:00、UTC+02:00（夏令时）。

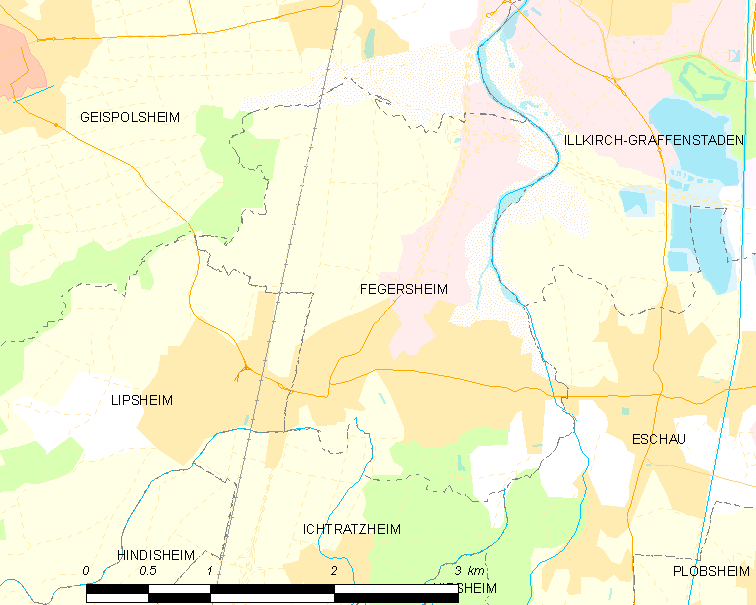
费格赛姆的OSM定位图

## 行政
费格赛姆的邮政编码为67640，INSEE市镇编码为67137。

## 政治
费格赛姆所属的省级选区为林戈尔赛姆县。

## 人口

1962-2008年间费格赛姆人口变化图示

费格赛姆于2022年1月1日时的人口数量为5769人。